# Astafjorden
Astafjorden es un fiordo en Troms og Finnmark, Noruega. Pasa a través de los municipios de Salangen, Gratangen, Ibestad y Skånland. Inicia desde el fiordo de Salangen fjord en el este hasta Vågsfjorden en el oeste. Separa a las islas de Andørja y Rolla del continente. Posee varias ramificaciones, las cuales son Lavangsfjorden, fiordo de Gratangen, Grovfjorden, y el fiordo de Salangen.

## Etimología
El nombre tiene su origen en la palabra Ånstad (nórdico antiguo: Arnastaðafjǫrðr). El primer elemento del nombre anterior viene del masculino Arna or "Arne", el segundo es staða, que significa "casa" o "granja" y el tercero, fjǫrðr, es fiordo.